# Катастрофа C-46 под Мертл-Бич
Катастрофа C-46 под Мертл-Бич — авиационная катастрофа транспортного самолёта C-46D-10-CU Commando американских военно-воздушных сил, произошедшая в воскресенье 23 июля 1950 года близ Мертл-Бич (штат Южная Каролина), при этом погибли 39 человек.
По масштабам, это крупнейшая авиакатастрофа в Южной Каролине.

## Самолёт
Curtiss C-46D-10-CU Commando с регистрационным номером 44-77577 поступил в военно-воздушные силы Армии США 14 декабря 1944 года. По некоторым данным, в июле 1949 года он прошёл конвертацию, в результате которой модель самолёта фактически сменилась на TC-46D.

## Катастрофа
Накануне в Мертл-Бич проходили учебные манёвры с участием Военно-воздушных сил Национальных гвардий из разных штатов, а теперь военные возвращались обратно. Среди них была и группа из 30 служащих Военно-воздушных сил Национальной гвардии Теннеси, которые направлялись в Нашвилл (штат Теннеси), а самолётом был борт 44-77577, чей экипаж состоял из четырёх человек.
Однако спустя всего несколько минут после взлёта самолёт упал на землю в 9 милях (14½ км) северо-западнее Мертл-Бич и полностью разрушился, после чего на месте возник мощный пожар. Все люди на борту погибли.
Из обломков всего извлекли 39 тел, то есть на борту оказалось фактически на 5 человек больше. Возможно, что это были военные, которые сели на данный самолёт как на попутный транспорт. Таким образом официально в катастрофе погибли 39 человек. Это крупнейшая авиационная катастрофа в истории штата Южная Каролина.

## Расследование
Части крыла были обнаружены в четверти мили (около ½ км) от места падения фюзеляжа, что сразу породило версию о взрыве на борту. Однако при более тщательном изучении было установлено, что вскоре после вылета в своей центральной части разрушился левый элерон, после чего он отделился. Поднявшись до 1000—2000 футов (300—600 м), борт 44-77577 вышел из-под контроля экипажа, а возникшие затем запредельные перегрузки привели к отделению обоих плоскостей. Не имея возможности продолжать полёт, C-46 рухнул вниз.